# 大貫文七
大貫 文七（おおぬき ぶんしち、1840年 - 1911年1月17日）は日本メソヂスト教会の牧師である。
下総国印旛郡安食町（現・千葉県印旛郡栄町）に大貫七右衛門の子として生まれる。幕末は親子で農業を営んでいたが、1868年(明治元年)に上京して、東京の芝で米穀商を営む。
1874年（明治7年）にアメリカ長老教会のクリストファー・カロザースが近くで講義所を開く。カロザースの影響を受け、1875年（明治8年）にカロザースから洗礼を受ける。しかし、カルヴィニズムの予定説の意見に反対し、数人と共に、1876年（明治9年）にメソジスト派に転会し、メソジスト派のジュリアス・ソーパー宣教師と共に伝道を始める。そして、芝愛宕下講義所の主任になる。
1877年（明治10年）には相原英賢の応援を得て、安食町に常総教会（現・日本基督教団安食教会）を設立する。さらに、茨城県に伝道を広げる。土浦では神風講社連という団体に迫害を受けて負傷する。
1887年（明治20年）頃、愛知県西尾町の西尾教会に牧師として派遣される。晩年は引退するが、隠遁牧師として西尾町に住み、そこで亡くなる。